# 刘庆宁
刘庆宁（1958年12月—），广西宁明人，壮族，但不會講壯語。党派民建，广西师范大学电路与系统专业毕业，法学学士，研究生学历，全国人大代表、广西人大法制委员会副主任、民建广西副主委 。

## 经历
- 1998年，当选为第九届全国人大代表
- 1998年至2006年，刘庆宁任防城港市人大常委会副主任 [2]

## “扰乱信访秩序罪”提案
2010年两会，提出“扰乱信访秩序罪”提案，称“信访影响领导生活、工作”，提案建议修改《刑法》，对20种信访行为处以刑罚，"多次静坐将被判3年"，刑期最高15年。引发争议。